# روبرت الأول، أسقف تور
شرودبيرت الأول (شروبرت، رادوبرتوس، روبرت الأول) (توفي.695) هو أسقف تور بين عامي 660 حتى وفاته، هو أبن شاربيرت دي هاسبنغاو وزوجته فولفغورد وبالتالي هو حفيد شاربيرت الأول ملك باريس ميروفنجي، شرودبيرت هو سلف أسرة روبرتيون وبالتالي سلالة كابيتيون، وأيضا هو مراجع داغوبيرت الأول.